# MRC (casa discografica)
La MRC (Milano Record Company) è stata una etichetta discografica italiana, attiva negli anni '60.

## Storia
La MRC venne fondata nel 1961 da Alberto Carisch, responsabile delle Edizioni musicali Carisch, e già fondatore dell'etichetta Carisch e cofondatore della Ri-Fi (insieme a Giovanni Battista Ansoldi).
L'intenzione era quella di creare un'etichetta per promuovere dei giovani talenti da dirottare poi alla casa madre: era questa una prassi molto comune all'epoca, basti pensare ad esempio alla Tavola Rotonda per la Dischi Ricordi o alla ARC per l'RCA Italiana.
Tra gli artisti scoperti da questa etichetta sono da ricordare Caterina Caselli, Annarita Spinaci, I Romans, Antonella Bottazzi e Bruno Filippini, che incide il disco più venduto dell'etichetta, Sabato sera.
Con la fine degli anni sessanta comincia il declino, legato del resto alla crisi della casa madre; per un certo periodo Carisch si appoggia per la distribuzione alla Miura, dopodiché, con il fallimento di quest'ultima, la MRC cambia di proprietà, mutando la denominazione in Spark e passando alla Dischi Ricordi.

## Dischi pubblicati
Per la datazione ci si basa sull'etichetta del disco, o sul vinile o, infine, sulla copertina, qualora nessuno di questi elementi avesse una datazione, ci si basa sulla numerazione del catalogo, se esistenti, si riportano oltre all'anno il mese e il giorno (quest'ultimo dato si trova, a volte, stampato sul vinile).

### 33 giri
| Numero di catalogo | Anno | Interprete                        | Titoli               |
| ------------------ | ---- | --------------------------------- | -------------------- |
| LP 253 M           | 1966 | Arrigo Amadesi e la sua orchestra | Impressioni musicali |

### 45 giri
| Numero di catalogo | Anno            | Interprete                       | Titoli                                              |
| ------------------ | --------------- | -------------------------------- | --------------------------------------------------- |
| A 200              | 1963            | Bruno Filippini                  | La ragazza nell'acqua/L'anno venturo                |
| A 203              | 1964            | Bruno Filippini                  | Sabato sera/Bimba ricordati                         |
| A 204              | 1964            | Caterina Caselli                 | Sciocca/Ti telefono tutte le sere                   |
| A 206              | 1964            | Bruno Filippini                  | Non ho il coraggio/Ti voglio ancora bene            |
| A 207              | 1964            | Iskra Menarini                   | Quello/Domani sera                                  |
| A 208              | 1964            | Bruno Filippini                  | Ho paura dell'amore/Non ho bisogno di te            |
| A 209              | 1964            | Bruno Filippini                  | Ammore siente/Maria Carmela ela...ela               |
| A 211              | 24 ottobre 1964 | Paola Bertoni                    | Quando sei con lei/Se tu volessi                    |
| A 212              | 1965            | Bruno Filippini                  | L'amore ha i tuoi occhi/Fortunatamente              |
| A 213              | 1965            | Mauro Gavioli                    | Il tuo viso/Non hai capito niente                   |
| A 214              | 1965            | Gianna                           | Divorzio alla milanese/Un tango si spera            |
| A 215              | 1965            | Paola Bertoni                    | Un gioco d'estate/Per favore baciami                |
| A 216              | 1965            | Mauro Gavioli                    | Sono io che torno/Letkiss flamenco                  |
| A 218              | 1965            | I Nobili                         | Marilena/Tobacco road                               |
| A 219              | 1965            | Piero Cotto                      | Fascination/Ho ba la la                             |
| A 222              | 1965            | Bruno Filippini                  | È inutile piangere/Quando il sole cadrà             |
| A 223              | 1965            | Gianna                           | Tango svizzero/Cocaina                              |
| A 224              | 1965            | Hengel Gualdi e il suo Complesso | Fischiettando il Letkiss/Kiss and Letkiss           |
| A 226              | 1965            | Bruno Filippini                  | Lasciatemi qui/Noi saremo insieme                   |
| A 228              | 1965            | Mario Querci                     | Arrivederci ragazzi/Va sceriffo                     |
| A 229              | 1966            | I Romans                         | Guarirò/La ballata di un cuore                      |
| A 230              | 1966            | Paola Bertoni                    | Se questo ballo non finisse mai/Stringimi più forte |
| A 231              | 1966            | Paola Bertoni                    | Accompagnami a casa/Non devi insistere              |
| A 232              | 1967            | Annarita Spinaci                 | Balla balla/Se tu non credi a me                    |
| NP 50001           | 1968            | I Romans                         | Un uomo come me/Amici                               |
| 402                | 1969            | Maria Doris                      | Per la bionda si farà/Proibita e vietata            |
| 404                | 1969            | Orchestra di Armando Trovajoli   | Fireball/La realtà è grigia                         |
| 404                | 8-5-1968        | The New Callaghan Band           | Grassa e bella/Charleston boy                       |
| N 407              | 1969            | Andrea Mingardi                  | Ventisei anni/Struzzi e vecchi merluzzi             |
| N 408              | 1969            | Andrea Mingardi                  | La barba/Do you really love me                      |
| 410                | 1970            | Maria Doris                      | Bocce e barbera/Voglio amarti così                  |
| 412                | Maggio 1971     | Luis Paco                        | L'uomo del porto/Io, te e l'estate                  |